# 범죄의 재구성
《범죄의 재구성》은 2004년에 개봉한 대한민국의 범죄 스릴러 영화이다.

## 캐스팅
- 박신양 : 최창혁/최창호 역
- 염정아 : 서인경 역
- 백윤식 : 김선생 역
- 이문식 : 얼매 역
- 천호진 : 차반장 역
- 박원상 : 제비 역
- 김상호 : 휘발류 역
- 윤다경 : 조경란 역
- 김윤석 : 이형사 역
- 손병욱 : 김형사 역
- 조희봉 : 박형사 역
- 김원배 : 60대 성형의 역
- 변은영 : 성형의 부인 역
- 윤태보 : 전도사 역
- 최화진 : 빠텐더 역
- 박신영 : 마담 역
- 이재구 : 한국 은행 대리 역
- 맹봉학 : 당좌 수표 지점장 역
- 이중열 : 당좌 수표 직원 역
- 서진원 : 청원 경찰 역
- 문경희 : 보험사 직원 역
- 서종해 : 마약상 역
- 이호원 : 마약상 친구 역
- 홍혜령 : 아줌마 역
- 주진모 : 조사 계장 역
- 최영환 : 보석상 사장 역
- 김민정 : 조경란 카페 종업원 역
- 이경헌 : YTN 기자 역
- 김정아 : YTN 아나운서 역
- 한지선 : 룸살롱 아가씨1 역
- 백봉기 : 웨이터1 역
- 김선태 : 웨이터2 역
- 곽인설 : 수학 선생 역
- 박세환 : 인쇄소 직원 역
- 김기천 : 얼매 부 역
- 백도빈 : 청년 역
- 김주영 : 청년 친구 역
- 성소원 : 2번 창구 여직원 역
- 정인영 : 3번 창구 여직원 역
- 이현정 : 연수원 여직원 역
- 노승범 : 화투 건달1 역
- 조용제 : 화투 건달2 역
- 오형진 : 화투 건달3 역
- 정석원 : 화투 건달4 역
- 송현정 : 여종업원 역
- 이인성 : 비디오 경찰1 역
- 이기철 : 비디오 경찰2 역
- 김성민 : 한국 은행 청경1 역
- 박종희 : 한국 은행 청경2 역
- 임하룡 : 서사장 역 (우정출연)
- 유선 : 정인숙 역 (우정출연)